# Tiro con arco en los Juegos del Pacífico 2019
El Tiro con arco en los Juegos del Pacífico 2019 se llevó a cabo del 8 al 12 de julio en el Falaeta Sports Complex en Apia, Samoa.

## Participantes
Once países participaron en el evento:
| - Fiyi - Nueva Caledonia - Nueva Zelanda - Isla Norfolk | - Palaos - Papúa Nueva Guinea - Samoa - Islas Salomón | - Polinesia Francesa - Tonga - Vanuatu |

## Resultados

### Masculino
| Evento               | Oro                                           | Oro                                           | Plata                                         | Plata                          | Bronce                        | Bronce                        |       |
| -------------------- | --------------------------------------------- | --------------------------------------------- | --------------------------------------------- | ------------------------------ | ----------------------------- | ----------------------------- | ----- |
| Full Round Recurvo   | Robert Elder Fiyi                             | 986                                           | Jean-Pierre Winkelstroeter Polinesia Francesa | 964                            | Thiry Teng Polinesia Francesa | 955                           | [ 4 ] |
| Matchplay Recurvo    | Jean-Pierre Winkelstroeter Polinesia Francesa | Jean-Pierre Winkelstroeter Polinesia Francesa | Robert Elder Fiyi                             | Robert Elder Fiyi              | Thiry Teng Polinesia Francesa | Thiry Teng Polinesia Francesa |       |
|                      |                                               |                                               |                                               |                                |                               |                               |       |
| Full round Compuesto | Laurent Clerte Nueva Caledonia                | 1072                                          | Henri Shiu Nueva Caledonia                    | 1065                           | Frederick Leota Fiyi          | 1056                          | [ 4 ] |
| Matchplay Compuesto  | Frederick Leota Fiyi                          | Frederick Leota Fiyi                          | Laurent Clerte Nueva Caledonia                | Laurent Clerte Nueva Caledonia | Henri Shiu Nueva Caledonia    | Henri Shiu Nueva Caledonia    |       |

### Femenino
| Evento               | Oro                               | Oro                               | Plata                            | Plata            | Bronce                         | Bronce                         | Ref   |
| -------------------- | --------------------------------- | --------------------------------- | -------------------------------- | ---------------- | ------------------------------ | ------------------------------ | ----- |
| Full round Recurvo   | Jil Walter Samoa                  | 868                               | Isabelle Dussoll Nueva Caledonia | 860              | Isabelle Soero Nueva Caledonia | 839                            | [ 4 ] |
| Matchplay Recurvo    | Isabelle Dussoll Nueva Caledonia  | Isabelle Dussoll Nueva Caledonia  | Jil Walter Samoa                 | Jil Walter Samoa | Isabelle Soero Nueva Caledonia | Isabelle Soero Nueva Caledonia |       |
|                      |                                   |                                   |                                  |                  |                                |                                |       |
| Full round Compuesto | Cecille Rouillard Nueva Caledonia | 1010                              | Lisa Leota Fiyi                  | 935              | Naifoua Vise Tamai Samoa       | 918                            | [ 4 ] |
| Matchplay Compuesto  | Cecille Rouillard Nueva Caledonia | Cecille Rouillard Nueva Caledonia | Lisa Leota Fiyi                  | Lisa Leota Fiyi  | Naifoua Vise Tamai Samoa       | Naifoua Vise Tamai Samoa       |       |

### Mixto
| Evento                   | Oro                             | Plata                                           | Bronce                                      |
| ------------------------ | ------------------------------- | ----------------------------------------------- | ------------------------------------------- |
| Team matchplay Recurvo   | Samoa Jil Walter Muaausa Walter | Tonga Mele Tuuakitau Hans Arne Jensen           | Nueva Caledonia Cecile Picot Laurent Clerte |
|                          |                                 |                                                 |                                             |
| Team matchplay Compuesto | Fiyi Lisa Leota Frederick Leota | Nueva Caledonia Isabelle Dussoll Laurent Clerte | Samoa Naifoua Vise Timai Mathew Tauiliili   |

## Medallero
| # | País               | Medalla de oro | Medalla de plata | Medalla de bronce | Total |
| - | ------------------ | -------------- | ---------------- | ----------------- | ----- |
| 1 | Nueva Caledonia    | 4              | 4                | 4                 | 12    |
| 2 | Fiyi               | 3              | 3                | 1                 | 7     |
| 3 | Samoa              | 2              | 1                | 3                 | 6     |
| 4 | Polinesia Francesa | 1              | 1                | 2                 | 4     |
| 5 | Tonga              | 0              | 1                | 0                 | 1     |